# Arnold Boonen

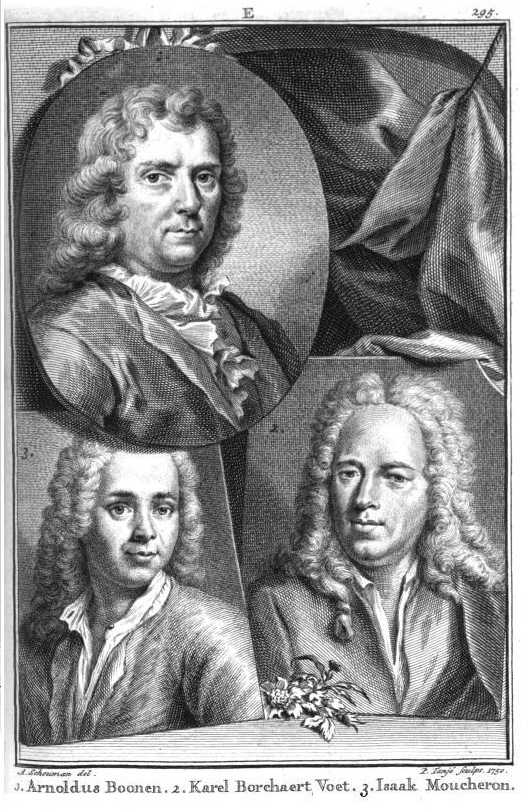
Ett porträtt av Arnoldus Boonen (högst upp till vänster) ur Jan van Gools Nieuw Schouburg, 1750

Arnold Boonen, född 16 december 1669 i Dordrecht, död 2 oktober 1729 i Amsterdam, var en holländsk målare.
Boonen, som var lärjunge till Godefried Schalken och Arnold Verbuys, rönte inflytande även av Caspar Netscher. Boonen bodde först i födelsestaden, men slog sig efter en resa i Tyskland ned i Amsterdam 1696. Märkligt är, att han ännu så sent målade så kallade regentstycken, av vilka fyra stora finnas i Amsterdams riksmuseum. Perukstilen är i dem väl träffad, och för sin tid är de goda målningar. Dessutom målade han genretavlor, eldeffekter o.a. efter Schalkens förebild, ehuru större i måtten och svagare i tonen. I Nationalmuseum finns av honom en grupp av furstliga porträtt, kommen från Drottningholms slott.